# Haltepunkt Rheinhausen Ost
Der Haltepunkt Rheinhausen Ost ist ein Regionalhaltepunkt im Duisburger Stadtbezirk Rheinhausen. Er wurde 1907 nach der Inbetriebnahme der Niederrheinstrecke für die vom linken Niederrhein kommenden Arbeiter des Kruppschen Hüttenwerks errichtet. Der Haltepunkt lag unmittelbar am Haupteingang zum Hüttenwerk, dem inzwischen denkmalgeschützten Tor 1.

## Geschichte

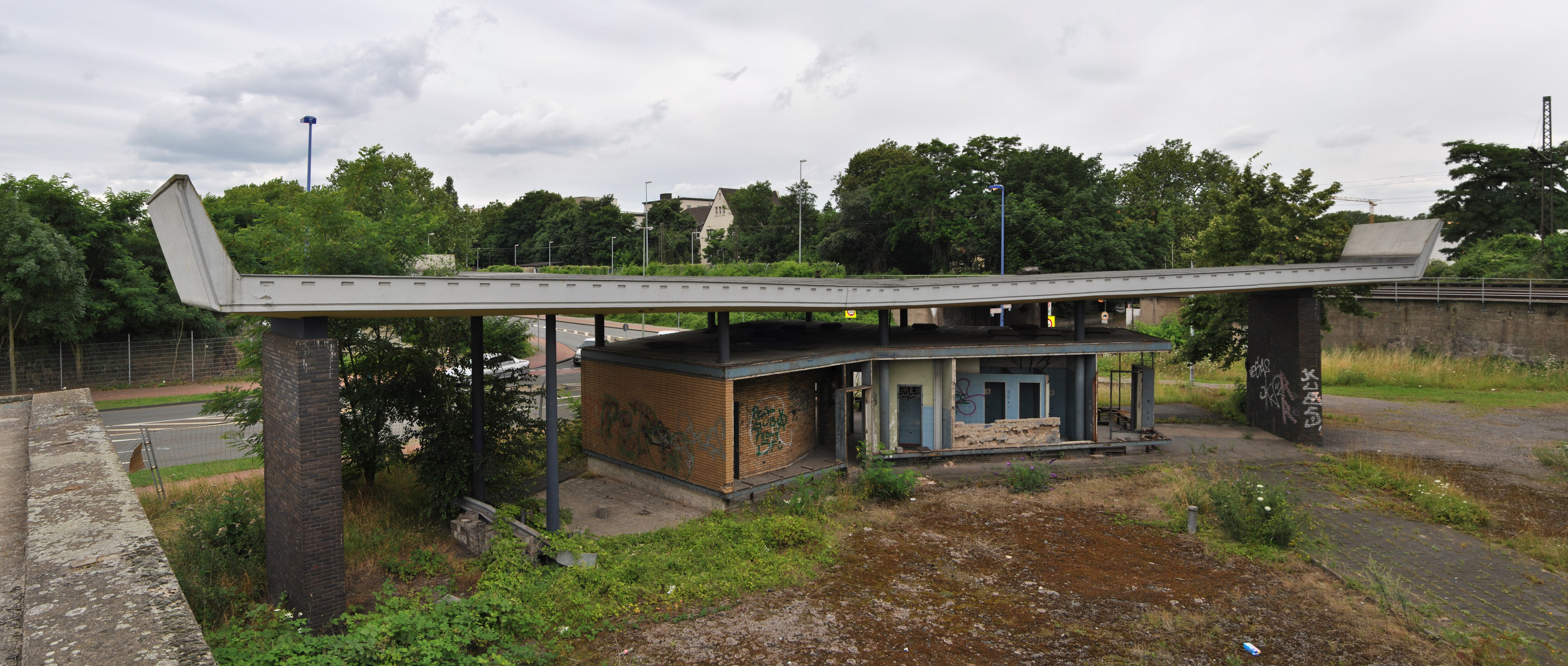
Denkmalgeschütztes Werktor 1 der Firma Krupp gegenüber dem Haltepunkt. Das Pförtnerhaus wurde später abgerissen, 2012.

Seine Errichtung verdankt der Haltepunkt Rheinhausen Ost einem Besuch des deutschen Kaisers Wilhelm II. im Kruppschen Hüttenwerk, der ein Jahr zuvor, am 9. August 1906 stattfand. Eine provisorische Haltestelle wurde am Ort des späteren Haltepunktes speziell eingerichtet. „Punkt 10.05 Uhr traf der Kaiser im Kaiserlichen Sonderzug an der Haltestelle ein, empfangen vom Direktorium der Firma Krupp“, so ein Extrablatt des Allgemeinen Anzeigers für den Kreis Mörs. Bei der Abreise hatte sich gegenüber dem kaiserlichen Salonwagen der Männergesangverein der Firma Krupp postiert.

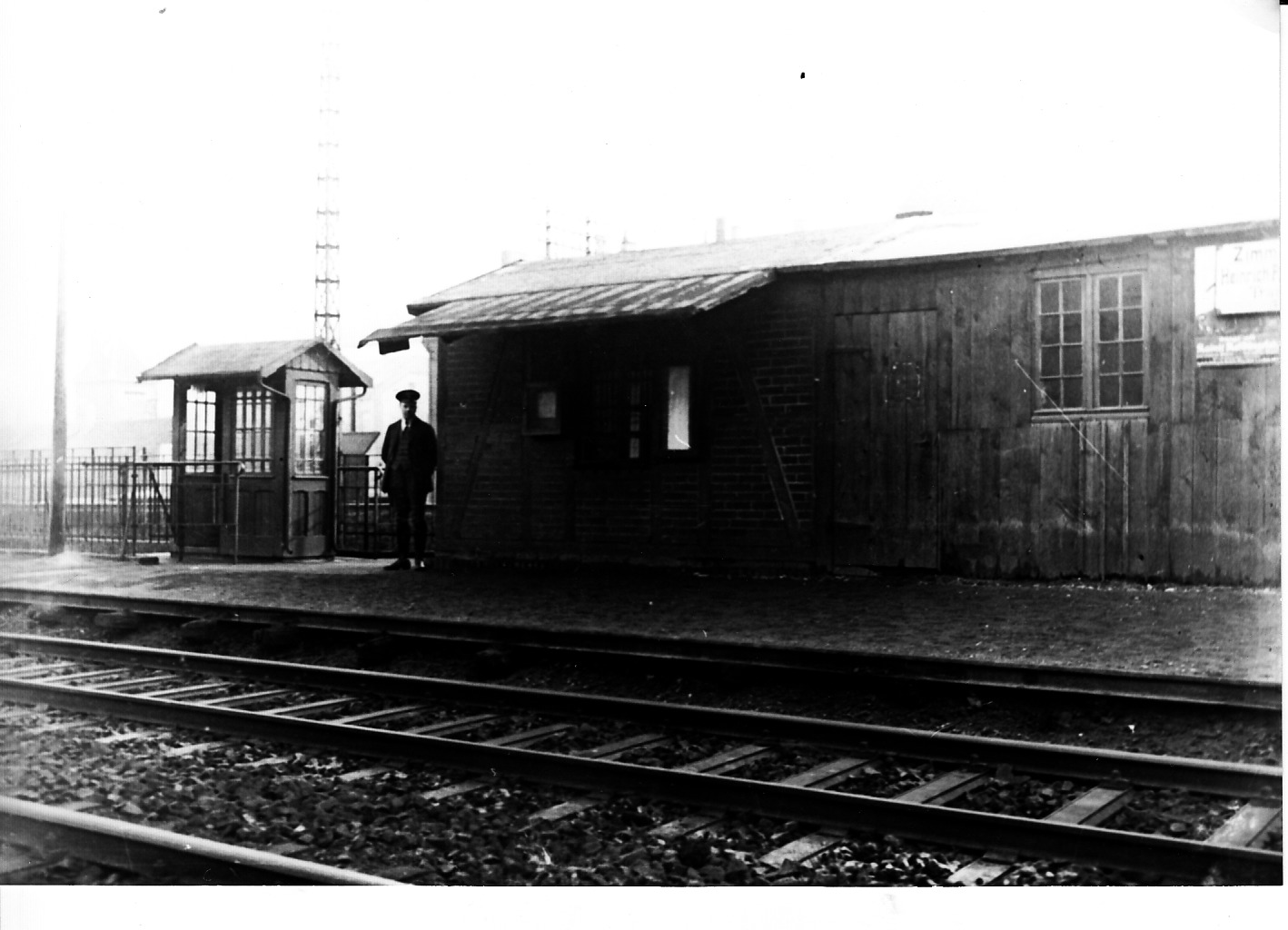
Bahnsteig des Haltepunktes Rheinhausen-Ost mit Wartehaus – Fahrtrichtung Krefeld, ca. 1915

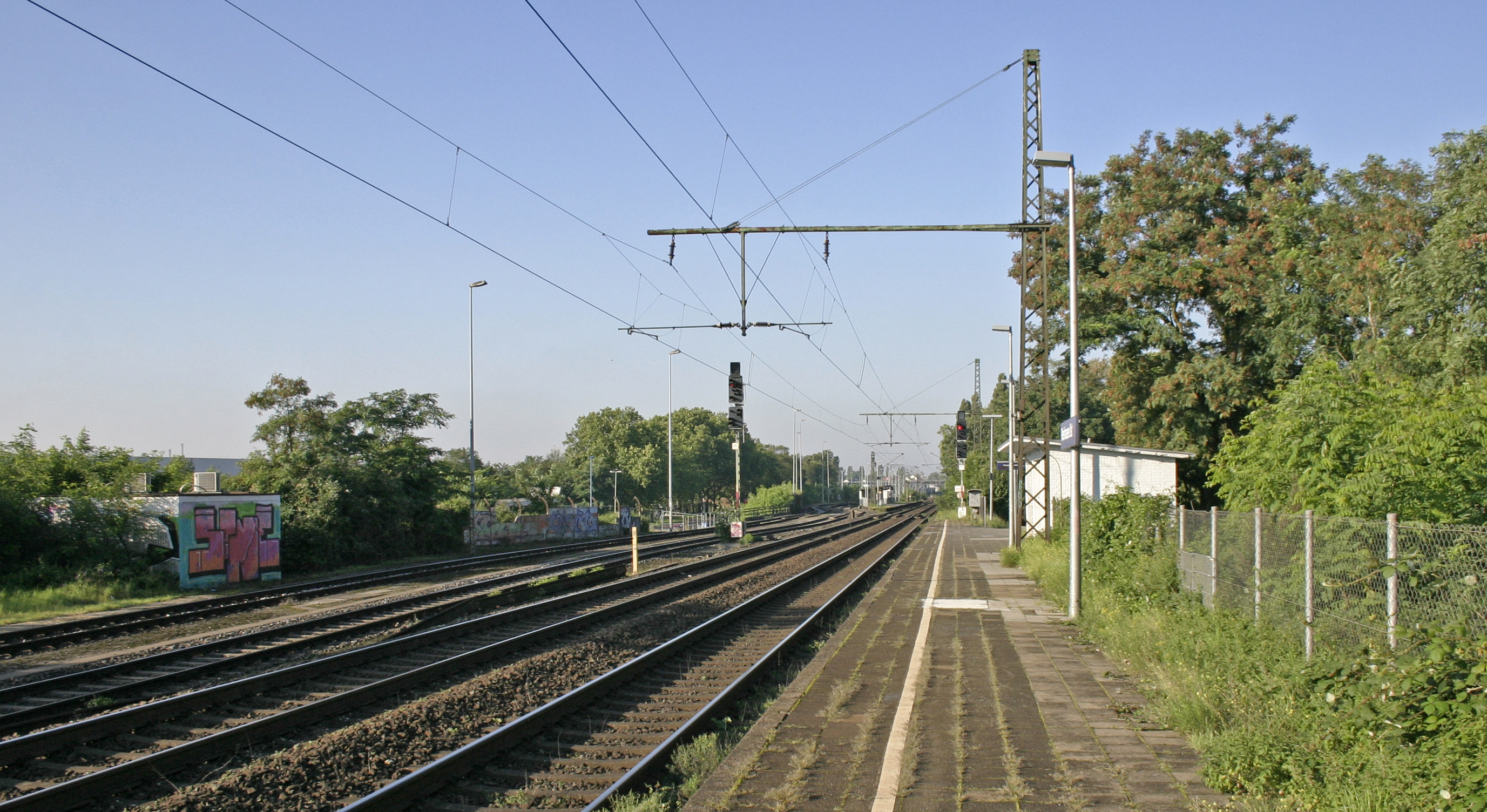
Bahnsteig 1 in Blickrichtung Krefeld, 2015

Am 16. Mai 1907 bat die Firma Krupp darum, in Hochemmerich, Ortsteil Atrop, unmittelbar am Haupteingang zur Firma Krupp einen permanenten Haltepunkt einzurichten, um den Bahnhof Rheinhausen, der auf dem Gelände der damaligen Gemeinde Friemersheim lag, vom Werksverkehr zu entlasten. Die damalige Rivalität zwischen den beiden Gemeinden führte zum heftigen Streit um die Benennung der Bahnhöfe; so sollte der Bahnhof Rheinhausen in Friemersheim umbenannt werden; Hochemmerich wollte für den Haltepunkt Rheinhausen Ost zunächst die Bezeichnung Atrop und die Krupp-Werke wünschten die Bezeichnung Friedrich-Alfred-Hütte. Der 1877 eingerichtete Bahnhof Rheinhausen erhielt mit der Eröffnung des Haltepunkts den Namen Friemersheim, während der neue Haltepunkt mit Rheinhausen bezeichnet wurde. Erst nach der Zusammenlegung der Gemeinden zur Landgemeinde Rheinhausen im Jahre 1923 kam es 1936/37 zur erneuten, bis heute gültigen Umbenennung.
Der preußische Minister der öffentlichen Arbeiten Paul von Breitenbach genehmigte den Haltepunkt unter der Auflage, dass nur die Arbeiter des Krupp-Hüttenwerks diesen nutzen dürfen. Es hielten daher nur vier Züge zu den Schichtwechseln. Die Fahrkartenausgabe besorgte der Pförtner des Krupp-Werkes, der Haltepunkt selbst war mit Bahnsteigschaffnern besetzt. Die Gemeinde Hochemmerich bemängelte die wenigen Halte und bewirkte eine Erhöhung auf täglich zehn Züge nach Krefeld und zwölf Züge nach Duisburg. Später wurde die Station für den allgemeinen Verkehr freigegeben. Der Haltepunkt war anfangs mit zwei Seitenbahnsteigen ausgestattet. Während der nördliche Bahnsteig in Fahrtrichtung Krefeld über eine Unterführung zu erreichen war, mussten die Fahrgäste nach Duisburg anfangs noch das Anschlussgleis des Hüttenwerks überqueren.
Nach dem Zusammenschluss von Friemersheim und Hochemmerich zur Gemeinde Rheinhausen im Jahr 1923 wurde vier Jahre später eine Denkschrift zur Zusammenlegung der beiden Bahnhöfe zu einem Zentralbahnhof vorgestellt. Der damalige Rheinhauser Bürgermeister Kleinert bekräftigte das Vorhaben 1935 erneut, ebenso wie der Direktor des Kruppschen Hüttenwerks Bruno Fugmann im Jahr darauf. Dies wurde von der Reichsbahn 1936 zwar gebilligt, die Kriegsvorbereitungen und schließlich der Zweite Weltkrieg beendeten diese Planungen. In den 1960er-Jahren kamen im Rahmen der Stadtkernbebauung (jetzt Rheinhausen-Mitte) seitens der Stadtverwaltung erneut Bahnhofspläne auf, die aber von der Bundesbahngeneralvertretung Krefeld nur halbherzig betrieben wurden. Nach der kommunalen Neuordnung und der damit verbundenen Eingemeindung Rheinhausens nach Duisburg im Jahre 1975 wurden diese Pläne Makulatur.
Mit dem Ende des Kruppschen Hüttenwerkes 1993 verlor der Haltepunkt seine Bedeutung. Inzwischen halten hier nur noch die Regionalbahnlinien RB33 und RB35 jeweils stündlich Richtung Duisburg Hauptbahnhof sowie Richtung Krefeld Hauptbahnhof, der RE11 und die RB31 sind seit einer Fahrplanbereinigung vor einigen Jahren nicht mehr zum Halt am Haltepunkt Rheinhausen Ost vorgesehen. Der RE 44 (Bottrop–Moers) hielt hier nie.
Im Bahnhofshäuschen am Aufgang zu den Zügen in Richtung Bahnhof Rheinhausen und Krefeld war eine Gaststätte, die von den Krupp-Arbeitern Ritzendiele genannt wurde, sowie zeitweise eine Fahrkartenausgabe. Am 19. September 1994 brannte das Gebäude ab und wurde daraufhin ersatzlos abgerissen.

## Verkehr
| Linie | Verlauf | Takt   | KBS |
| ----- | --- | ------ | --- |
| RB 33 | Rhein-Niers-Bahn: Essen-Steele – Essen Hbf – Essen West – Mülheim (Ruhr) Hbf – Mülheim (Ruhr)-Styrum – Duisburg Hbf – Duisburg-Hochfeld Süd – Rheinhausen Ost – Rheinhausen – Krefeld-Hohenbudberg Chempark – Krefeld-Uerdingen – Krefeld-Linn – Krefeld-Oppum – Krefeld Hbf – Forsthaus – Anrath – Viersen – Mönchengladbach Hbf – Rheydt Hbf – Wickrath – Herrath – Erkelenz – Hückelhoven-Baal – Brachelen – Lindern – Geilenkirchen – Übach-Palenberg – Herzogenrath – Kohlscheid – Aachen West – Aachen Schanz – Aachen Hbf Stand: Fahrplanwechsel Juni 2022 | 60 min | 490 |
| RB 35 | Emscher-Niederrhein-Bahn: Gelsenkirchen Hbf – Essen Zollverein Nord – Essen-Altenessen – Essen-Bergeborbeck – Essen-Dellwig – Oberhausen Hbf – Duisburg Hbf – Duisburg-Hochfeld Süd – Rheinhausen Ost – Rheinhausen – Krefeld-Hohenbudberg Chempark – Krefeld-Uerdingen – Krefeld-Linn – Krefeld-Oppum – Krefeld Hbf – Forsthaus – Anrath – Viersen – Mönchengladbach Hbf Stand: Fahrplanwechsel Dezember 2021 | 60 min | 490 |

Südlich des Haltepunktes verlaufen nicht elektrifizierte Werksbahngleise, die in Richtung Rheinbrücke auf das ehemalige Werksgelände von Krupp, jetzt Logport, abzweigen und zu den diversen Firmen auf dem Logportgelände und dem ehemals Krupp-eigenen Hafen und dem dort errichteten Containerterminal führen.
Am Haltepunkt halten außerdem die von der NIAG betriebenen Buslinien 914 (Moers – Friemersheim) sowie von der Duisburger Verkehrsgesellschaft betriebenen 922 (Winkelhausen – Friemersheim). Es gilt der Verbundtarif des VRR.
| Linie | Lauf | Takt |
| ----- | --- | ---- |
| 914   | Moers Königlicher Hof – Moers Bf – Schwafheim – Bergheim – Rheinhausen Markt – Rheinhausen Ost Bf – Logport-Center – Rheinhausen Bf/Kaiserstraße – Friemersheim Markt – Gewerbegebiet Hohenbudberg \|\| HVZ: 30 min NVZ: 60 min |      |
| 922   | Beeckerwerth Godesberger Straße – Ruhrort Bf – Ruhrort Friedrichsplatz –Homberg – Rheinhausen Markt – Rheinhausen Ost Bf – Rheinhausen Bf/Kaiserstraße – Friemersheim Markt \|\| HVZ: 5 mal tägl.                               |      |

Direkt am Haltepunkt unterquert eine Durchgangsstraße die Bahnlinie mit einer scharfen Kurve, genannt Atroper Unterführung, im Volksmund bis zur Verbreiterung der Durchfahrt, die besonders während der Schichtwechsel bei Krupp ein Unfallschwerpunkt war, auch als „Mausefalle“ bezeichnet. Durch diese Straße, die bis zum Ausbau 1954 einspurig war, verkehrte vom 13. Juli 1913 bis zum 25. September 1954 auch die Straßenbahnlinie 2 (Homberg – Friemersheim), auch als „Krumme Linie“ bekannt, seither verkehren auf ihr die genannten Buslinien.